# Zabójstwo Romana Kowalskiego
Zabójstwo Romana Kowalskiego – polska offowa komedia kryminalna z 2007 roku w reżyserii Adama Uryniaka. 

## Obsada
- Filip Rudnicki - Mario
- Aleksander Mazur - Pan A.
- Łukasz Bursa - Pan Ł.
- Kamila Sosnowska - Dziewczyna Mario
- Eizof - Ismael
- Miłosz Żmijowski - Czyściciel
- Agata Kot - Kicia
- Adam Uryniak - Narzeczony Kici
- Piotr Jakóbek - Ziomek z afro
- Jeremiasz Bryg - Ziomek z dredami
- Paweł ścibisz - Roman Kowalski
- Krystian Zając - Kolega #1
- Jan Szetela - Kolega #2

Oraz: Karolina Kojder, Grzegorz Wicher, Michał Rokosz.

## Nagrody
- Srebrna Framuga w kategorii: krótkometrażowy film niezależny, na Festiwalu Filmowym DRZWI w Gliwicach.
- II miejsce za najlepszą grę aktorską w kategorii: krótkometrażowy film niezależny, na Festiwalu Filmowym DRZWI w Gliwicach.
- Złota Flushka na I Klubowym Konkursie Filmowym FILMOFFON w Lwówku śląskim.